# A Teia (telenovela)
A Teia é uma telenovela portuguesa transmitida pela TVI de 19 de novembro de 2018 a 17 de junho de 2019, substituindo Jogo Duplo e sendo substituída por Amar Depois de Amar. Foi produzida pela Plural Entertainment e escrita por André Ramalho, com filmagens no Porto e na Escócia, concretamente Edimburgo.
Apesar de considerada como uma "telenovela", A Teia foi divulgada como uma "série" pelos atores, sites e programação da TVI. Em entrevista ao programa Goucha, o ator Diogo Morgado disse que A Teia «…desde a imagem, a estrutura da história, ao também o tamanho… ao mesmo tempo é muito mais curto o período, logo a história é muito mais condensada». Em outra entrevista à Rádio Comercial, o ator disse em conjunto da colega de trabalho Joana Ribeiro que não é uma novela, por causa do tamanho, muito menos episódios, estrutura, a imagem mais cinematográfica, construção da história.
É protagonizada por Diogo Morgado, Mafalda Marafusta e Joana Ribeiro. Catarina Wallenstein veio protagonizar a história na 2.ª temporada, em substituição de Joana Ribeiro.

## Sinopse
No Porto, Margarida recebe uma mensagem no telemóvel que a deixa aterrada. Sem dizer nada à família nem ao marido, encontra-se em segredo com António que não contactava há muitos anos.
Dias mais tarde, os dois assaltam um Banco usando um colar-bomba para completarem o golpe. Um absurdo, uma loucura que não encaixa de todo no perfil de cada um.

### 1.ª temporada
Nas Terras Altas da Escócia, Lara Seixas (filha de António) é uma rapariga portuense a fazer um estágio num escritório de advocacia em Edimburgo.
Do pai herdou o sentimento de Justiça e o seu sonho é ser um dia procuradora do Ministério Público. Simão Rosa Neto (filho de Margarida) também vive na Escócia mas está longe de construir uma carreira de sucesso. Ou qualquer carreira.
Depois de um confronto violento com o pai (Augusto), com quem sempre teve uma relação difícil, Simão foi expulso de casa e emigrou. Sem recursos e à margem de tudo e de todos, mergulhou num submundo de lutas ilegais para subsistir num país estranho.
Mas motivação nunca lhe faltou, sobretudo para sustentar Inês, nascida de uma relação tumultuosa com Mónica, que abandonou a filha à guarda de Simão.
Até que o inesperado acontece. Simão é injustamente acusado de maus tratos e a criança entregue aos serviços de assistência social.
Surpreendentemente, é Lara, uma perfeita desconhecida, que lhe estende a mão e, de uma situação cruel, nasce uma ligação forte e uma paixão imprevista.
Mas a ligação dos dois é abruptamente interrompida por uma notícia terrível: a morte dos pais em circunstâncias chocantes. Assoberbados pelo luto e quando menos esperavam, os dois jovens voltam a encontrar-se no Porto, no funeral dos pais.
Num momento de dor e de confusão, Lara e Simão fazem uma descoberta aterradora. Os pais morreram juntos, como dois criminosos.
Mas como? E porquê, se nem sequer se conheciam? O mistério adensa-se e o conflito entre Lara e Simão coloca-os cada vez mais em campos opostos. Mas o que sentem um pelo outro poderá mudar tudo. Justiça ou sentimentos? Só os dois podem decidir o que prevalece. Mas Margarida e António foram apenas as primeiras vítimas de um plano sinistro que parece saído de uma mente doente, alguém que aproveita fraquezas individuais em prol de objetivos obscuros. Outras mortes se seguirão, recebendo todas as vítimas uma mensagem simultânea e premonitória. Entre os escolhidos, ninguém sabe quem morrerá a seguir, embora todos eles escondam uma ligação que os une.
O desfiar do novelo envolverá Lara e Simão numa sucessão de crimes cuja verdadeira causa nunca é a que parece. E a verdadeira identidade do assassino poderá surpreender todos.

### 2.ª temporada
No começo da temporada, os funcionários do shopping Rosa Neto entram para mais um dia de trabalho mas todos acabam por ficar horrorizados e em choque ao encontrar um morto familiar sufocado com uma corda ao pescoço.
Após isso, volta-se a duas semanas antes, quando após a explosão da avioneta que levava Diana e Simão dentro parecia que finalmente tudo havia acabado.
Simão e Lara vivem felizes com ela a perguntar-se sobre o porquê de Diana ter matado tantas pessoas e Simão finge que também não sabe e diz para seguir em frente e começarem a pensar nas suas vidas.
Tiago acaba por se despedir da PJ dizendo que não podia colocar a vida da sua filha em risco, ao não contar que Diana era a assassina. Ele e Cláudia dão uma oportunidade ao casamento.
A família de Liliana fica feliz ao saber que ela receberá alta após o atentado quase fatal que teve. Os médicos Infelizmente dizem que por segurança ela vai ficar com a bala dentro da cabeça mas que ela poderá viver bem com isso. Augusto conversa com Ricardo dizendo que entregará a guarda de Inês a Simão como recompensa, após este ter salvado a vida de Jaime e avisa que ele começará a fazer parte das direções da empresa, deixando Jaime furioso. Lara vai ter com Humberto, Rúben e Valdemar ambos chateados e tristes pelo despejo, já a prepararem-se para saírem de casa, arrumando as suas coisas. Falta pouco para o casamento de Isaura e Augusto, aonde ele afirma novamente a ela que só vão casar para proteger o segredo de Jaime, que enquanto ele for vivo ele ficará dono da empresa e para ela não se meter na sua vida pessoal.
Humberto diz a Valdemar para ir ao casamento para enfrentar Augusto e mostrar que é um homem de palavra, afirmando que ele é muito melhor que ele. Freitas chantageia Augusto com o facto de ele ter pagado para fazer batota e exige que lhe pague o silêncio, quase contrário conta a Valdemar.
Chega o dia do casamento aonde Augusto e Isaura se casam e Valdemar cumpre a sua palavra dizendo que Augusto nunca o enganou, que é viciado no jogo, que a culpa foi dele e só dele de ter perdido 2 vezes tudo o que tinha, que por raiva culpou até hoje o Augusto pelo que fez e que não lhe deve mais nada. Após isso ele retira-se chateado e humilhado com Lara dizendo-lhe a ele que tem muito orgulho em si.
Depois do casamento Isaura pede para que ao menos Augusto finja que gosta um bocado dela e também dá na cabeça dele por ter brindado pela Margarida mas ele afirma que ela foi muito importante para ele e que não gosta dela.
Valdemar anda pela rua bêbado, chorando por todo o que Augusto lhe fez chamando-o de Abutre e outros nomes e chamando-se a si mesmo de desgraçado também de outros nomes.
Chega o dia do começo da temporada aonde se descobre que o morto enforcado é Augusto!
Todos em choque se revela que ele abusou sexualmente de Inês fazendo Simão se tornar o principal suspeito do homicídio.
Após isto, várias coisas acontecem mostrando novos rumos de personagens, mostrando novas caras de personagens, novos personagens e que tudo ainda está ligado de alguma forma e uma mensagem que muda a paz antes pensada como garantida: "Pensavas que a vingança já tinha acabado? Pensa outra vez."

## Elenco
| Ator                 | Personagem               | Temporadas   | Temporadas   |
| Ator                 | Personagem               | 1            | 2            |
| -------------------- | ------------------------ | ------------ | ------------ |
| Diogo Morgado        | Simão Rosa Neto          | Protagonista | Protagonista |
| Mafalda Marafusta    | Lara Seixas              | Protagonista | Protagonista |
| Joana Ribeiro        | Diana Figueiredo/Damásio | Antagonista  | Participação |
| Catarina Wallenstein | Julie Walker             | Ausente      | Protagonista |
| Miguel Guilherme     | Augusto Rosa Neto        | Regular      | Participação |
| Luís Esparteiro      | Valdemar Seixas          | Regular      | Regular      |
| São José Correia     | Isaura Seixas            | Regular      | Regular      |
| Carloto Cotta        | Jaime Rosa Neto          | Regular      | Regular      |
| Julie Sergeant       | Elvira Coelho            | Regular      | Regular      |
| Vitor Hugo           | Ricardo Saavedra         | Regular      | Regular      |
| Patrícia Tavares     | Dalila Seixas            | Regular      | Participação |
| Rui Santos           | Paulo Cardoso            | Regular      | Ausente      |
| Sofia Ribeiro        | Cecília Rosa Neto        | Regular      | Regular      |
| Pedro Teixeira       | Humberto Seixas          | Regular      | Regular      |
| Marta Faial          | Mónica Vieira            | Regular      | Regular      |
| Filipe Vargas        | Tiago Messias            | Regular      | Regular      |
| Madalena Brandão     | Cláudia Messias          | Regular      | Regular      |
| Maria João Pinho     | Vera Cardoso             | Participação | Regular      |
| Margarida Moreira    | Joana Cardoso            | Regular      | Regular      |
| Sofia Baessa         | Mayra da Silva           | Regular      | Regular      |
| Fernando Pires       | Domingos Pêra            | Regular      | Regular      |
| Júlia Palha          | Renata Santos            | Regular      | Regular      |
| Rodrigo Trindade     | Bruno Lobão              | Regular      | Regular      |
| Rodrigo Tomás        | Maximiliano "Max" Fontes | Regular      | Regular      |
| Margarida Serrano    | Inês Vieira              | Regular      | Regular      |
| Gabriela Mirza       | Flor                     | Regular      | Regular      |
| Matilde Serrão       | Maria Messias            | Regular      | Regular      |
| Rafael Ferreira      | João Maria Rosa Neto     | Regular      | Regular      |
| Beatriz Leonardo     | Matilde Rosa Neto        | Regular      | Regular      |
| Inês Custódio        | Patrícia Cardoso         | Regular      | Regular      |
| Miguel Cruz          | Gonçalo Cardoso          | Regular      | Regular      |
| Inês Ramos           | Liliana Seixas           | Regular      | Regular      |
| Francisco Grilo      | Rúben Seixas             | Regular      | Regular      |
| Rita Ruaz            | Marta                    | Ausente      | Regular      |
| Helena Laureano      | Carmo Damásio            | Participação | Participação |
| Anamar               | Margarida Rosa Neto      | Participação | Ausente      |
| Pedro Carmo          | António Seixas           | Participação | Ausente      |
| Joana Aguiar         | Leonor Damásio           | Ausente      | Participação |
| Eunice Muñoz         | Hermínia Candeias        | Ausente      | Participação |
| Vítor Norte          | Mário                    | Adicional    | Adicional    |
| Pedro Laginha        | Lopes                    | Adicional    | Adicional    |

## Elenco adicional
| Elenco Adicional          | Personagens                         |
| ------------------------- | ----------------------------------- |
| Luís Simões               | Jaime (Jovem)                       |
| Filipe Matos              | Ricardo (Jovem)                     |
| Margarida Bakker          | Elvira (Jovem)                      |
| Mariana Guarda            | Dalila (Jovem)                      |
| António Maria             | Paulo (Jovem)                       |
| Madalena Aragão           | Diana Figueiredo (Jovem)            |
| Pedro Pernas              | Pai de Diana e Leonor               |
| Ana Marta Ferreira        | Sofia                               |
| André Gago                | Pai de Margarida                    |
| Sara Inês                 | Empregada                           |
| Jorge Albuquerque         | Agente Polícia                      |
| Carlos Vieira             | Advogado                            |
| Anna Eremin               | Helena                              |
| Sylvie Dias               | Kate                                |
| Carlos Carvalho           | Little John                         |
| Ana Lúcia Palminha        |                                     |
| Mariana Norton            | Rute Marques                        |
| Nelson Cabral             | Dr. Vasco                           |
| Daniel Viana              | Gatto                               |
| Gonçalo Portela           | Médico                              |
| António Aldeia            | Segurança do shopping               |
| Fredy Costa               | Danilo                              |
| José Carlos Garcia        | Diretor da prisão                   |
| Alfredo Brito             | Galego                              |
| António Mortágua          | Telmo Fernandes                     |
| Francisco Corte-Real      | Comissário de bordo                 |
| Inês Curado               | Cátia                               |
| Célia Williams            | Juíza                               |
| Alice Alves               | Repórter                            |
| Pimpinha Jardim           | Jornalista                          |
| António Simão             | Guarda prisional                    |
| Gustavo Sumpta            | Abel                                |
| Rodrigo Saraiva           | Jorge                               |
| Alberto Magassela         | Cobrador de apostas                 |
| André Leitão              | Guna                                |
| Miguel Santiago           | Ferreira                            |
| Teresa Faria              | Arminda                             |
| Sílvia Balancho           | Cliente                             |
| Adriane Garcia            | Denise                              |
| João Aguiar               | Homem Mistério                      |
| Helena Falé               | Fátima                              |
| Duarte Victor             | Miguel Raposo                       |
| Joaquim Frazão            | Distribuidor Telepizza              |
| Dinarte de Freitas        | Augusto (Jovem)                     |
| Pedro Roquette            | Valdemar (Jovem)                    |
| Marisa Matos              | Margarida (Jovem)                   |
| Bruno Bravo               | Freitas                             |
| Carlos Saltão             |                                     |
| Pedro Rovisco             | Jornalista                          |
| Cátia Godinho             | Tânia                               |
| Duarte Guimarães          | Filipe                              |
| Susana Blazer             | Freira                              |
| André Caramujo            | Nuno                                |
| Lucas Dutra               | Rafael Gomes                        |
| Sérgio Silva              | Padre                               |
| Emanuel Arada             | Alfredo                             |
| Tatiana Figueiredo        | Repórter                            |
| Fernando Lupach           | Médico                              |
| Guilherme Barroso         | Agente PJ                           |
| Bruno Xavier              | Advogado                            |
| Carlos Vieira de Almeida  | Dr. Magalhães                       |
| Filipa Leão               | Professora de Inês                  |
| Kjersti Kaasa             | Assistente Social                   |
| Robert Taylor             | Advogado de Mónica                  |
| Índia Branquinho          | Madalena                            |
| Vítor Pinto               | Polícia                             |
| Francisca Salgado         |                                     |
| Erickson Dos Santos Gomes | Bouncer (não creditado)             |
| Sílvia Balancho           | Cliente (não creditado)             |
| Raquel Guerra             | Jornalista (não creditado)          |
| Paula Neves               | Actriz na Televisão (não creditado) |
| Paulo Pires               | Actor na Televisão (não creditado)  |
| Sérgio Ferreira           | Reporter (uncredited)               |

## Lista de temporadas
| Resumo | Resumo | Episódios | Episódios | Originalmente exibido  | Originalmente exibido |
| Resumo | Resumo | Episódios | Episódios | Estreia da temporada   | Final da temporada    |
| ------ | ------ | --------- | --------- | ---------------------- | --------------------- |
|        | 1      | 92        | 92        | 19 de novembro de 2018 | 8 de março de 2019    |
|        | 2      | 83        | 83        | 9 de março de 2019     | 17 de junho de 2019   |

## Audiências
Na estreia, dia 19 de novembro de 2018, A Teia marcou 12,1% de rating e 25,7% de share, com cerca de 1 milhão e 176 mil espectadores, na liderança. A 8 de março de 2019, sexta, o último episódio da primeira temporada registou 9,3% de rating e 26,8% de share, com cerca de 903 mil espectadores, na liderança.
A segunda temporada estreia um dia depois, sábado e regista 8,4% de rating e 22,5% de share, com cerca de 805 mil espectadores, na vice-liderança. Tem vindo a perder audiências desde 27 de maio de 2019, devido à troca de horário de “Alma e Coração” (telenovela exibida pela SIC) para o horário das 23h, sendo este o novo principal concorrente de “A Teia”. Ao fim de 175 episódios exibidos, o episódio final de A Teia registou 6,7% de rating e 29,8% de share, com cerca de 651 mil espectadores, na liderança.
A Teia terminou em junho e liderou em 2019 com uma audiência média de cerca de 787 mil espectadores.
| Média | Média     | Episódios exibidos | Rating | Share | Ref.   |
| ----- | --------- | ------------------ | ------ | ----- | ------ |
| 2018  | Novembro  | 11                 | 9,4%   | 25,4% | [ 12 ] |
| 2018  | Dezembro  | 22                 | 7,3%   | 22,7% | [ 13 ] |
| 2019  | Janeiro   | 27                 | 8,5%   | 24,1% | [ 14 ] |
| 2019  | Fevereiro | 24                 | 7,9%   | 24,5% | [ 15 ] |
| 2019  | Março     | 27                 | 8,2%   | 24,1% | [ 16 ] |
| 2019  | Abril     | 27                 | 8,0%   | 22,5% | [ 17 ] |
| 2019  | Maio      | 24                 | 7,9%   | 22,9% | [ 18 ] |
| 2019  | Junho     | 13                 | 7,3%   | 22,1% | ...    |
| Total | Total     | 175                | 8,1%   | 23,5% |        |